# Percnon
Percnon là một chi cua thuộc họ Percnidae. Chúng cũng có thể được xếp vào họ Plagusiidae như một phần của phân họ Percninae.

## Các loài
Chi này có 7 loài được công nhận:
- Percnon abbreviatum (Dana, 1851)
- Percnon affine (H. Milne-Edwards, 1853)
- Percnon gibbesi (H. Milne-Edwards, 1853)
- Percnon guinotae Crosnier, 1965
- Percnon pascuensis Retamal, 2002
- Percnon planissimum (Herbst, 1804)
- Percnon sinense Chen, 1977

Có 2 loài được ghi nhận dưới dạng hóa thạch:
- †Percnon paleogenicus De Angeli, 2023
- †Percnon santurbanensis Ceccon & De Angeli, 2019